# Saint-Martin-sur-Cojeul
Saint-Martin-sur-Cojeul là một xã ở tỉnh Pas-de-Calais, vùng Hauts-de-France, Pháp.

## Địa lý
Saint-Martin-sur-Cojeul lies 6 dặm (10 km) về phía đông nam Arras, trên đường D33.

## Dân số
| 1962                                                         | 1968 | 1975 | 1982 | 1990 | 1999 | 2006 |
| ------------------------------------------------------------ | ---- | ---- | ---- | ---- | ---- | ---- |
| 107                                                          | 107  | 115  | 148  | 186  | 199  | 215  |
| Số liệu điều tra dân số từ năm 1962, dân số chỉ tính một lần |      |      |      |      |      |      |

## Địa điểm nổi bật
- Nhà thờ St.Martin được xây lại sau đệ nhất thế chiến.